# Абишев, Ислам Алмаханович
Ислам Алмаханович Абишев (каз. Әбішев Ислам Әлмаханұлы род. 12 мая 1956; Ташкентская область, Узбекская ССР) — казахстанский государственный деятель.

## Биография
Ислам Алмаханович Абишев Родился 12 мая 1956 года в посёлке Кутча Чиназского района Ташкентской области УзССР. Казах.
В 1978 году Окончил Казахский политехнический институт им. В.И. Ленина по специальности «Автоматизированные системы управления», инженер-электрик. С 1978 по 1980 служил в рядах Советской армии.
Президент Всемирной федерации по "Қазақша күрес" (с 2017 по 2019 года)

## Трудовая деятельность
Трудовую деятельность начал в 1972 году механизатором совхоза.
С 1980 по 1981 годы — Научный сотрудник Института кибернетики Узбекского НПО «Кибернетика».
С 1982 по 1983 годы — Инструктор Чимкентского обкома ЛКСМК.
С 1983 по 1992 годы —  Секретарь парткома совхоза; директор совхоза.
С 1992 по 1994 годы — Заместитель директора Чардаринского районного предприятия электрических сетей.
С 1994 по 1997 годы — Директор ЧФ «Максат» и ЧФ «Абай».
С 1997 по 1999 годы — Генеральный директор АОЗТ «Туран» и ТОО «Батсу-энергосбыт».
С 1999 по 2000 годы — Президент Ассоциации «Корпорация Батсу».
С ноябрь 2000 по сентябрь 2002 годы — Аким Ордабасинского района Южно-Казахстанской области.
С сентябрь 2002 по январь 2003 годы — Заместитель акима Южно-Казахстанской области.
С январь 2003 по март 2009 годы — Первый заместитель акима Южно-Казахстанской области.
С март 2009 по февраль 2012 годы — Аким города Усть-Каменогорска.
С февраль 2012 по июль 2013 годы —  Председатель Комитета по водным ресурсам Министерства сельского хозяйства Республики Казахстан.
С 2013 по 2014 годы — Президент Ассоциации «Корпорация Батсу».
С август 2014 года Председатель Комитета по водным ресурсам Министерства сельского хозяйства Республики Казахстан.
15 марта 2019 года Ислама Абишева отстранили от работы Председателя Комитета по водным ресурсам, а 16 марта 2019 года он был арестован.
18 февраля 2020 года Ислам Абишев признан виновным за покушение на получение взятки в сумме свыше 60 млн тенге, путём вымогательства за заключение договора по реконструкции Соколовского водопровода (ст.24 ч.3, ст.366 ч.4 Уголовного кодекса РК). Он был приговорён к 5 годам лишения свободы.

## Награды
- 1998 — Медаль «Астана»
- 2006 — Орден Курмет
- 2008 — Медаль «За отличие в предупреждении и ликвидации чрезвычайных ситуаций»
- 2010 — Нагрудный знак «За активное участие в спасательных операциях»[5]
- 2010 — Нагрудный знак «За заслуги в развитии физкультуры и спорта»
- 2011 — Орден Парасат
- 2018 — Орден «Барыс» ІІІ степени[6][7]
- Государственные юбилейные медали
- 2001 — Медаль «10 лет независимости Республики Казахстан»
- 2004 — Медаль «50 лет Целине»
- 2005 — Медаль «10 лет Конституции Республики Казахстан»
- 2006 — Медаль «10 лет Парламенту Республики Казахстан»
- 2011 — Медаль «20 лет независимости Республики Казахстан»

Почетный граждан Южно-Казахстанской области и Восточно-Казахстанской области.